# Lokomotiva IVm StEG
Tříspřežní parní tendrové lokomotivy kategorie IVm, později řady 32, si Společnost státní dráhy (StEG) pořizovala od roku 1881 s určením pro středně těžkou posunovací a postrkovou službu v počtu 62 kusů. Po postátnění tratí Společnosti byly stroje, které připadly Maďarským královským drahám, označeny řadou TⅢb, později 350 MÁV. Stroje převzaté c.k. Rakouskými státními drahami dostaly řadu 166. Po roce 1918 Československé státní dráhy jimi získaným strojům přidělily řadové označení 334.5 (č. 01-16) a 323.301. Poslední z nich byla vyřazena až roku 1961.

## Vznik a výroba
Střední posunovací lokomotivy navrhla a postupně mezi roky 1881 až 1892 dodala vlastní vídeňská lokomotivka společnosti v počtu 52 kusů, výroba dalších 10 lokomotiv byla z kapacitních důvodů zadána k roku 1883 strojírně v Hannoveru. Konstrukce stále vycházela z Haswellovy koncepce, když přímou předchůdkyní byla lokomotiva IVf, ale už s výraznými prvky dodanými pod novým francouzským vedením ředitele E. Polonceaua.

## Technické provedení

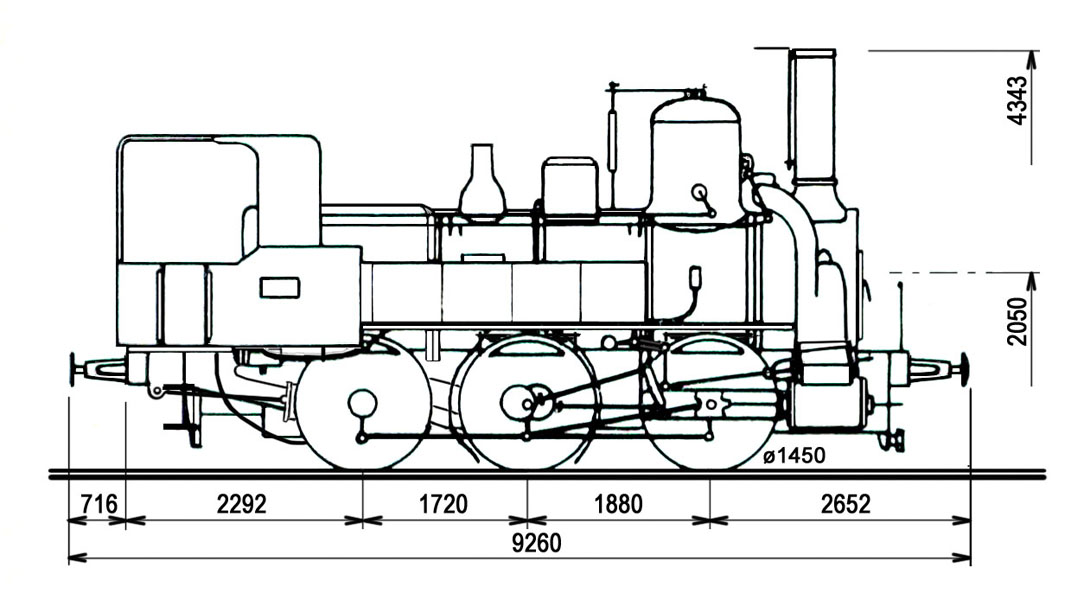
Lokomotiva IVm StEG, typový náčrtek

Rám tříspřežní lokomotivy byl vnitřní, s rovnými postranicemi z plechů s výřezy; nápravy v něm uložené v rozsochách byly odpruženy listovými pružnicemi První spřažené dvojkolí mělo příčný posun ± 8 mm. Maximální hmotnost na nápravu dosahovala ve službě 14,0 t. Válce dvojčitého parního stroje na mokrou páru byly umístěny vně rámu, stejně tak i plochá šoupátka a je ovládající Goochův kulisový rozvod byly vně. Prototypová lokomotiva IVm 860 měla jako jediná přední vedení pístů, další byly vyráběny bez něj. Na druhou, hnací nápravu se výkon přenášel ojnicemi přes dvoupravítkové křižáky. Přívodní trubky páry od regulátoru k válcům byly vedeny po kotli. Kotel pracoval s tlakem 9 atmosfér. Topeniště ve skříňovém kotli Beckerovy soustavy bylo z měděných plátů; stroj IVm 904 byl zkušebně osazen Haswellovým topeništěm z ocelového vlnitého plechu. Válcovým kotlem snýtovaným ze dvou prstenců procházely žárové trubky z mosazi. Vodu dodávaly dva sací injektory č.8. Kotel měl jeden vysoký parní dóm se šoupátkovým regulátorem. První pérový pojistný ventil byl na dómu, druhý pod kuželovým krytem na kotli před budkou. Lokomotivy, krom prvních tří vyrobených do roku 1882, už měly jednoduchou armaturní hlavu. Armaturu představoval manometr, vodoznak, zkušební kohouty a parní píšťala. Mazání u prvních tří vyrobených strojů zajišťovaly kapací mazničky na rostlinný olej, další měly Kernaulovo ústřední mazání válců minerálním olejem. Dyšna vybavená klapkovým ejektorovým aparátem umožňovala regulaci tahu. Rovný plechový komín byl opatřen ochrannou klapkou. Brzda byla parní protitlaková Le Chatelier a ruční mechanická, působící na třetí dvojkolí. Písečník umístěný na kotli pískoval před druhé dvojkolí, jednostranně jen pro jízdu vpřed. Vodojem tvořily nýtované nádrže v rámu pod kotlem a po stranách kotle; vlevo vpředu v budce a před ní byl uhlák. Budka byla nová zaoblená, podle francouzského vzoru; u strojů vyrobených do roku 1883 byla původně jednodušší otevřená, bez zadní směny. 

## Provoz

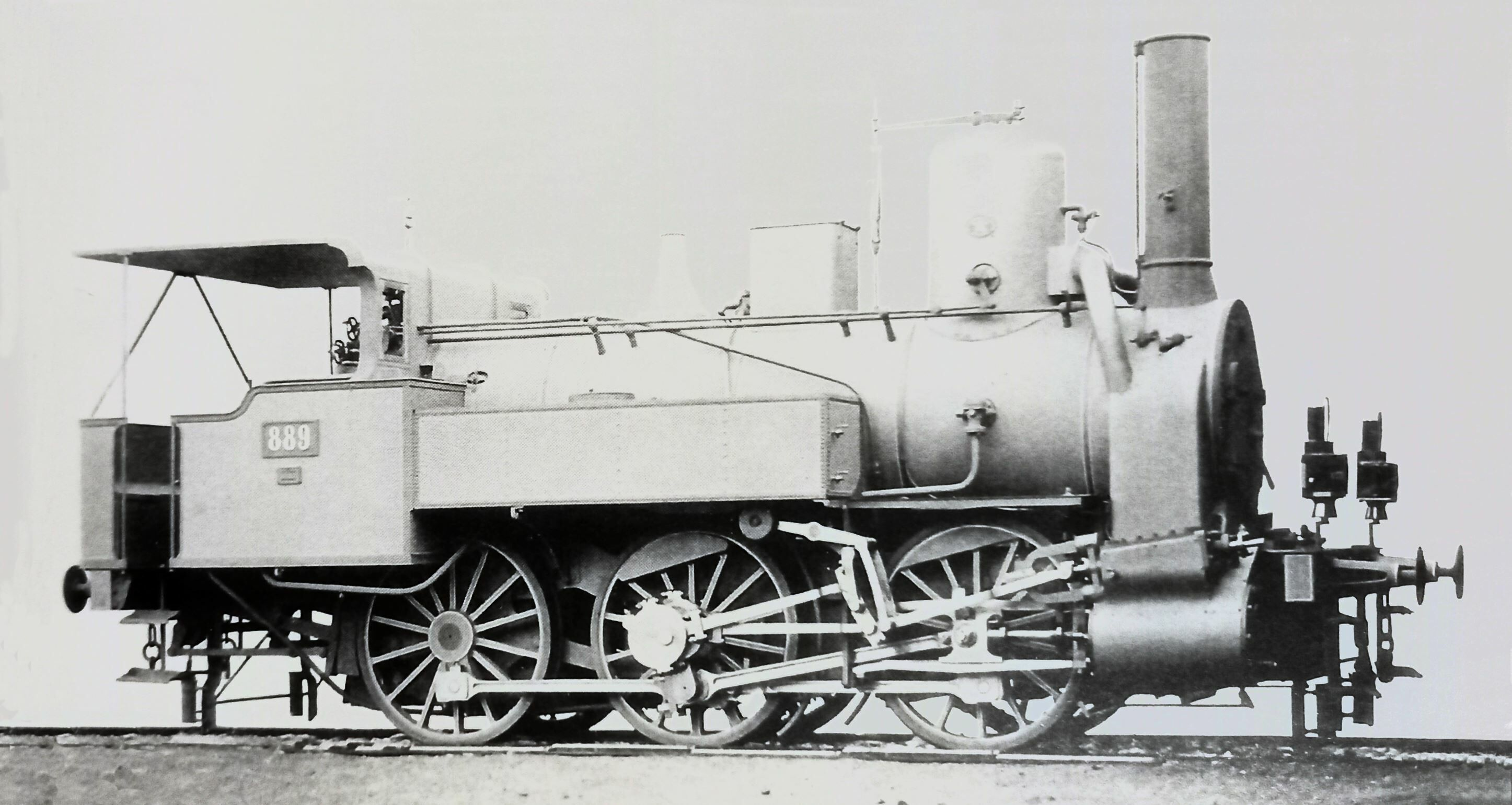
Lokomotiva IVm 889 StEG, výr.č. 1550/1883 se starší verzí budky a ve fotografickém nátěru. Tovární foto Hannoversche Maschinenbau Actien-Gesellschaft, dříve Georg Egestorff, Linden u Hannoveru. Později stroj nesl označení 3218 StEG, 166.18 KkStB a u ČSD 334.508

Lokomotivy byly přidělovány do všech významnějších výtopen společnosti, v Čechách mj. do České Třebové, Chocně, Meziměstí, Pardubic, do obou pražských služeben nebo do Podmokel. Nasazovány byly na posun, přetahy a postrky; v traťové službě se uplatnily v dopravě příměstských vlaků. Jejich na svou dobu vysoký nápravový tlak až 14 tun omezoval využití jen na hlavní tratě, přitom jejich jízdní vlastnosti nebyly na horším kolejovém svršku při vyšších rychlostech dobré; u MÁV byla proto později povolená rychlost snížena na 55 km/h a provozovány byly s polovičním vyzbrojením. Na druhou stranu to byly stroje robustní a spolehlivé. 
S postátněním uherské části tratí StEG (ÁVT) přešlo roku 1891 k MÁV i všech 22 tam se nacházejících strojů; tratě Společnosti v předlitavské části monarchie byly zestátněny spolu se zbývajícími 40 lokomotivami IVd v roce 1909. 
Uherské stroje v provozu nebyly významněji upravovány; na většinu rakouských bylo po roce 1911 dosazeno zařízení sací brzdy a instalace pro vytápění vlaku parou.
Po rozpadu Rakousko-Uherska v roce 1918 u BBÖ nakonec zůstalo 23 lokomotiv; 17 jich připadlo ČSD, z nich 16 bylo po roce 1924 přeznačeno na řadu 334.5 a dále byly využívány na posunu. V provozu se udržely do let 1950–1961 - nejdéle, když okolní správy lokomotivy původní kategorie IVm vyřadily už ve 20.–30. letech 20. století.
Uherské byly rozděleny mezi MÁV (8 strojů), CFR (5 strojů), a ČSD, které získaly 8 strojů provozovaných na Slovensku. Vyhrazena pro ně byla řada 323.3, ale formálně přeznačena byla jen jediná lokomotiva. Zrušeny nebo vráceny do Maďarska byly do roku 1927, případně byly využity na náhradní díly pro české lokomotivy.